# Arkance Systems CZ
Arkance Systems CZ s.r.o. (dříve CAD Studio s.r.o) je česká společnost zabývající se CAD, CAM, CAE, BIM, GIS a PDM řešeními pro strojírenství, stavebnictví a architekturu, mapování, liniové stavby, 3D vizualizace a média, správu dokumentů a správu majetku. Dodává produkty firmy Autodesk (např. AutoCAD, Inventor, Autodesk Revit, 3ds Max, Fusion 360, BIM 360, PowerMill, Vault a další) na českém, slovenském a maďarském trhu, školí a vyvíjí CAD, BIM, PDM a GIS software. Firma  má statut Autodesk Platinum Partner a je autorizovaným školicím a konzultačním partnerem Autodesk. Dlouhodobě se podílí na lokalizacích produktů Autodesk do češtiny.
Společnost byla založena v roce 1991 v Českých Budějovicích. V roce 2024 má 7 poboček v České republice a na Slovensku. Je součástí celosvětové skupiny ARKANCE (Monnoyeur Group).
Vlastní vývoj softwaru zahrnuje produkty jako je twiGIS, nadstavby Tools for Revit, Tools for Inventor, Tools for Civil 3D, Vault Tools, Railway Tools, AutoCAD LT Extension, CS ERP Connector, Záborák a stovky freeware aplikací a nadstaveb produktů Autodesk.[zdroj?]
Arkance Systems (CAD Studio) je rovněž provozovatelem webových portálů CADfórum (mezinárodní obsah) a BIMfo.cz (česky), mj. podporujících výuku CAD na technických školách. Firma je členem organizací CzBIM a BIMaS a podílí se tvorbě BIM standardů v ČR a SR.[zdroj?]

## Historie společnosti
V lednu 1991 se společnost začala zabývat službami v oblasti CAD a DTP. V říjnu 2000 se stala členem holdingu AAC. Od října 2002 převzala aktivity společnosti i-Systems a název firmy se změnil na Xanadu. Od ledna 2005 Xanadu převzalo aktivity společnosti Dialog MTS a název firmy se změnil na AAC Solutions.[zdroj?]
V roce 2006 se firma osamostatnila od AAC (Rocheby) a vrátila se ke jménu XANADU. V  Sloučením CAD aktivit firem XANADU a DAGIS vznikla v listopadu 2010 firma CAD Studio a.s., která byla součástí holdingu AutoCont. V následujících letech CAD Studio postupně přebíralo aktivity dalších firem: A|W Graph (2018), CAD CAM Systems (2019), t-cimco (2019), Varinex (2020).
V červnu 2020 se CAD Studio spojilo s evropskou skupinou Arkance Systems a v dubnu 2021 změnilo název na Arkance Systems CZ, Arkance Systems SK a Arkance Systems HU.